# Rurfront

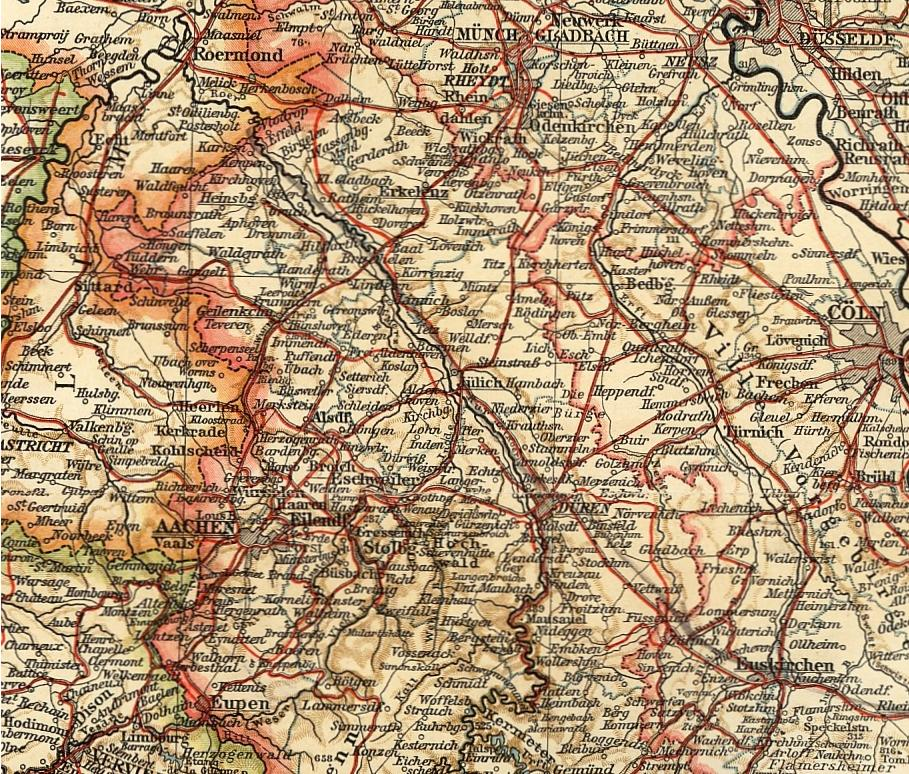
Geländekarte der Rurfront

Der Begriff Rurfront bezeichnet die Frontlinie der Westfront in der Endphase des Zweiten Weltkrieges entlang des Flusses Rur, an der zwischen September 1944 und Februar 1945 heftige Kämpfe zwischen hauptsächlich amerikanischen und deutschen Einheiten stattfanden.

## Räumliche Ausdehnung
Der Begriff Rurfront bezieht sich vor allem auf die östlich von Aachen und westlich der Rur (niederl. Roer) gelegenen Ortschaften nördlich der Rurtalsperre und südlich Roermonds, aber auch auf die entlang der Rur gelegenen Ortschaften und Städte, die hauptsächliche Brennpunkte der Kämpfe waren. Hervorzuheben sind dabei ganz besonders die Städte Linnich, Jülich und Düren, die im Zuge der Kämpfe zu über 90 % zerstört wurden, aber auch die Orte Vossenack und Schmidt in der Eifel sowie die Gegend um Heinsberg an der niederländischen Grenze.

## Geschichte

### Vorstoß gegen die deutsche Westgrenze
Mit der alliierten Landung in der Normandie im Juni 1944 und dem deutschen Rückzug aus Frankreich rückte die Frontlinie in die Nähe der Reichsgrenze. Die Alliierten, die bislang den sich fluchtartig zurückziehenden Deutschen im Nacken gesessen hatten, stoppten ihren Vormarsch am Westwall, um eine dringend benötigte Atempause einzulegen und ihren Nachschub zu organisieren. Außerdem überschätzten sie aufgrund der deutschen Propaganda die fast völlig desarmierte Bunkerlinie in ihrer Kampfkraft erheblich und wollten sich neu aufstellen, bevor der Westwall durchstoßen und weiter auf Köln und den Rhein vorgerückt werden sollte.
Die Deutschen nutzten dieses Zögern und formierten ihre schwer angeschlagenen Armeen neu, auch hoben sie die Landbevölkerung aus, um ein dichtes Netz aus Panzergräben und Feldbefestigungen zu schaffen. Der Westwall, dessen Armierung zur Verwendung im Atlantikwall ausgebaut worden war, wurde, soweit möglich, notdürftig instand gesetzt und hauptsächlich mit Beutewaffen armiert. Die Landschaft dahinter war in ein Netzwerk aus Schützen- und Panzergräben verwandelt worden, und die vielen kleinen Ortschaften dahinter waren zu behelfsmäßigen Festungen ausgebaut. Unzählige Minenfelder vervollständigten die Abwehr. Als die Alliierten schließlich den Angriff begannen, fanden sie einen wohlvorbereiteten Gegner vor, der ihnen trotz in fast jeder Hinsicht hoffnungsloser Unterlegenheit hartnäckigen Widerstand leistete und hohe Verluste bei den Angreifern verursachte. Die Alliierten waren solch heftigen Widerstand nicht gewohnt und ihre Angriffe verloren im dichten Gewirr der gegnerischen Stellungen meist rasch an Schwung. Der schnelle Vormarsch erstarrte im Stellungskrieg, und die Angreifer konnten nur langsam und unter Aufbietung aller Kräfte vorrücken. Darunter litt auch die Moral der alliierten Soldaten, die nach dem schnellen Erfolg in Frankreich auf ein baldiges Ende der Kämpfe gehofft hatten und sich nun enttäuscht sahen.

### Stellungskrieg
Der einzige größere Erfolg für die Alliierten war die Einnahme der Großstadt Aachen nach heftigen Kämpfen am 21. Oktober 1944, im Übrigen aber war das Vorwärtskommen sehr schwierig und verlustreich. Daran änderte auch die erhebliche Überlegenheit an gepanzerten Fahrzeugen sowie die fast vollständige Luftherrschaft der Verbündeten wenig. Zwar lähmten die Jabos, wie sie bezeichnet wurden, am Tag fast jede Bewegung und zwangen die Deutschen, in Deckung zu bleiben, andererseits hatten sich die Verteidiger mittlerweile auf die ständige Bedrohung aus der Luft eingestellt. Die Deutschen hatten zwar ihrerseits hohe Verluste, sahen aber in dem Stocken des alliierten Vormarsches ein Zeichen der Schwäche und bereiteten einen letzten, verzweifelten Versuch vor, die Angreifer nach Frankreich zurückzutreiben. Die Vorbereitungen für das Unternehmen „Wacht am Rhein“, auch als Rundstedt- oder Ardennenoffensive bekannt, wurden im Bereitstellungsraum südlich der Rurfront, welcher noch in deutscher Hand war, durchgeführt und blieben auf alliierter Seite unbemerkt. Sie waren einer der Gründe für die heftige deutsche Gegenwehr, denn wenn die Rurfront nachgegeben hätte, wäre der ganze Angriffsplan hinfällig geworden. Zu diesem Zweck wurden auch unentbehrliche Verbände von der Ostfront abgezogen, was diese gefährlich schwächte.

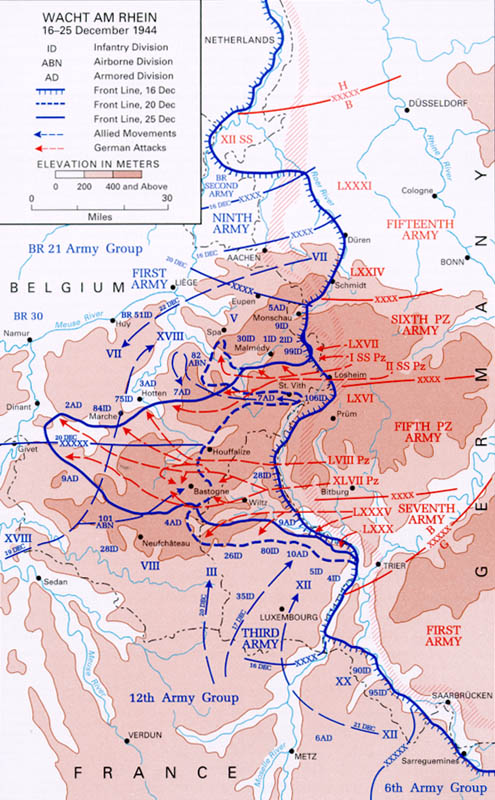
Der Beginn des Unternehmens Wacht am Rhein. Nördlich des Berglandes der Eifel die Rurfront

### Heftiger Widerstand
Im Versuch, der deutschen Front die Flanke abzugewinnen, starteten die Amerikaner im Oktober 1944 einen frontalen Vorstoß auf die deutschen Stellungen in der Eifel, speziell im Hürtgenwald. So hofften sie, die Deutschen in der Ebene der Jülicher Börde zu überflügeln und ihren Truppen dort den Stellungskrieg zu ersparen, indem sie den Gegner zum Rückzug zwangen oder vernichteten. Der Angriff entwickelte sich wegen des heftigen deutschen Widerstandes aus gut ausgebauten Abwehrstellungen im Zusammenwirken mit schwierigem Gelände und der Nutzlosigkeit der Luftherrschaft im Bergland zum Desaster, und die Amerikaner mussten sich nach schweren Verlusten zurückziehen. Brennpunkt der Kämpfe waren wiederum Orte nahe der Rur, vor allem Vossenack und Schmidt. Die Folge war die Planung der Operation Queen, welche nach schweren vorbereitenden Luftangriffen die Rurfront aufbrechen und den Vormarsch zum Rhein ermöglichen sollte. Auch diese Offensive, die am 16. November gestartet wurde, scheiterte am heftigen Widerstand der Deutschen. Die Luftangriffe zerstörten zwar die Städte Jülich und Düren sowie einen Teil der deutschen Infrastruktur hinter der Front, die nachfolgende Bodenoffensive reichte aber trotz drückender Überlegenheit der Angreifer nicht aus, um die Front zu durchbrechen. Immerhin gelang die Eroberung Linnichs am 4. Dezember, und die Angreifer rückten nach und nach bis an die Rur vor; es gelang den Amerikanern aber nicht, einen Brückenkopf am anderen Rurufer zu bilden. Bei Linnich fand im Zuge dieser Offensive eine größere Panzerschlacht statt, die als zweite Schlacht am Hubertuskreuz, fast auf den Tag 500 Jahre nach der ersten, in die Geschichte einging. Als die deutsche Führung durch den energischen amerikanischen Vorstoß die bereits vorbereitete Ardennenoffensive bedroht sah, gab sie einen Teil der für den Vorstoß vorgesehenen OKW-Reserve an Artillerie und der dazugehörigen Munitionsbereitstellungen zur Abwehr frei, welche ganz wesentlich dazu beitrugen, den gegnerischen Vormarsch zu verlangsamen und die Kampfkraft der Verteidiger zu stärken. Auch Panzer und Infanterie wurden an die Rurfront abgezweigt, um den angesetzten Angriff nicht zu gefährden, und so konnte die Front leidlich gehalten werden. Durch das schlechte Wetter vermochten die Alliierten die starke gegnerische Artillerieunterstützung nicht auszuschalten, welche zwar kaum über Aufklärer verfügte, aber durch vorher angelegte Feuerpläne doch wirksam gegen die Angreifer eingesetzt werden konnte. Dabei kamen auch Eisenbahngeschütze zum Einsatz, und mit der Unterstützung der Artillerie konnte die Front bis zum Angriffstermin am 16. Dezember 1944 gehalten werden. In den Nächten vor dem Angriff wurde ein großer Teil der Truppen und der Artillerie von der Rurfront abgezogen, um bei der bevorstehenden Offensive mitzukämpfen.

### Unternehmen Wacht am Rhein
Alle Versuche der Alliierten, die deutsche Westfront zu durchbrechen, mussten schon bald hinter dem Bemühen zurückstehen, die deutsche Ardennenoffensive abzuwehren, die am 16. Dezember für die Alliierten völlig überraschend losbrach und die Amerikaner stellenweise in heftige Bedrängnis brachte. Sie mussten ihre Angriffe entlang der Rur einstellen und sich völlig auf die Abwehr dieses Flankenangriffes konzentrieren, so dass der Druck auf die Frontlinie zunächst nachließ. Erst nach dem Scheitern der Offensive und der Rückführung der Angriffsspitzen auf den Westwall konnten die Amerikaner daran denken, ihren Vormarsch wieder aufzunehmen. Die Deutschen hatten mit dem verzweifelten Angriff im Westen ihre letzten Reserven aufgebraucht und konnten einem neuerlichen alliierten Vorstoß kaum noch etwas entgegensetzen, bei der ersten größeren Beanspruchung musste die Front nachgeben. Für den Fall des gegnerischen Angriffs wurde die Rurtalsperre zum Sprengen geladen, ihre Wassermassen sollten den Fluss über die Ufer treten lassen und unpassierbar machen.

### Letztes Hindernis vor der Rur: Schwere Kämpfe um die Inde
Am kleinen Fluss Inde kam es für die Amerikaner überraschend zu schweren Kämpfen, als die 104. US. Infanterie-Division im Bereich der 3. Panzergrenadier-Division in die kleinen Ortschaften an der Inde, Altdorf (heute ein Braunkohletagebau) und Lamersdorf eindrang. Der Angriff erfolgte ohne Artillerievorbereitung überraschend in der Nacht und überrollte die weitgedehnten deutschen Stellungen. Die Amerikaner drangen in beide Ortschaften ein. Es erfolgte ein Gegenangriff in Inden durch das II. Bataillon des Panzergrenadier-Regiments 29 mit der 1. Kompanie der schweren Panzer-Abteilung 103, der die Ortschaft durch erbitterte nächtliche Häuserkämpfe wieder in deutsche Hand brachte. Die Amerikaner erlitten hierbei schwere Verluste, 84 Soldaten wurden gefangen genommen. Lamersdorf wurde vom I. Bataillon des Panzergrenadierregiments 29 und der 12. Kompanie der schweren Panzer-Abteilung 103 zurückerobert, wobei 18 Gefangene gemacht wurden. Südlich davon, im Dorf Langerwehe, wurde noch schwerer gekämpft. Nachdem die 12. Infanterie-Division von der 1. US-Infanteriedivision geschlagen worden war, setzte man die 3. Fallschirmjägerdivision ab, die die 12. Infanteriedivision ablösen sollte. Die Fallschirmjäger wurden allerdings sofort aufgerieben, nachdem sie in einen Panzerangriff geraten waren. Ein weiterer Versuch, Langerwehe zurückzuerobern, blieb trotz des Einsatzes von Sturmgeschützen erfolglos.

### Überquerung der Rur – Erbitterte Gefechte in Jülich, Düren und Linnich

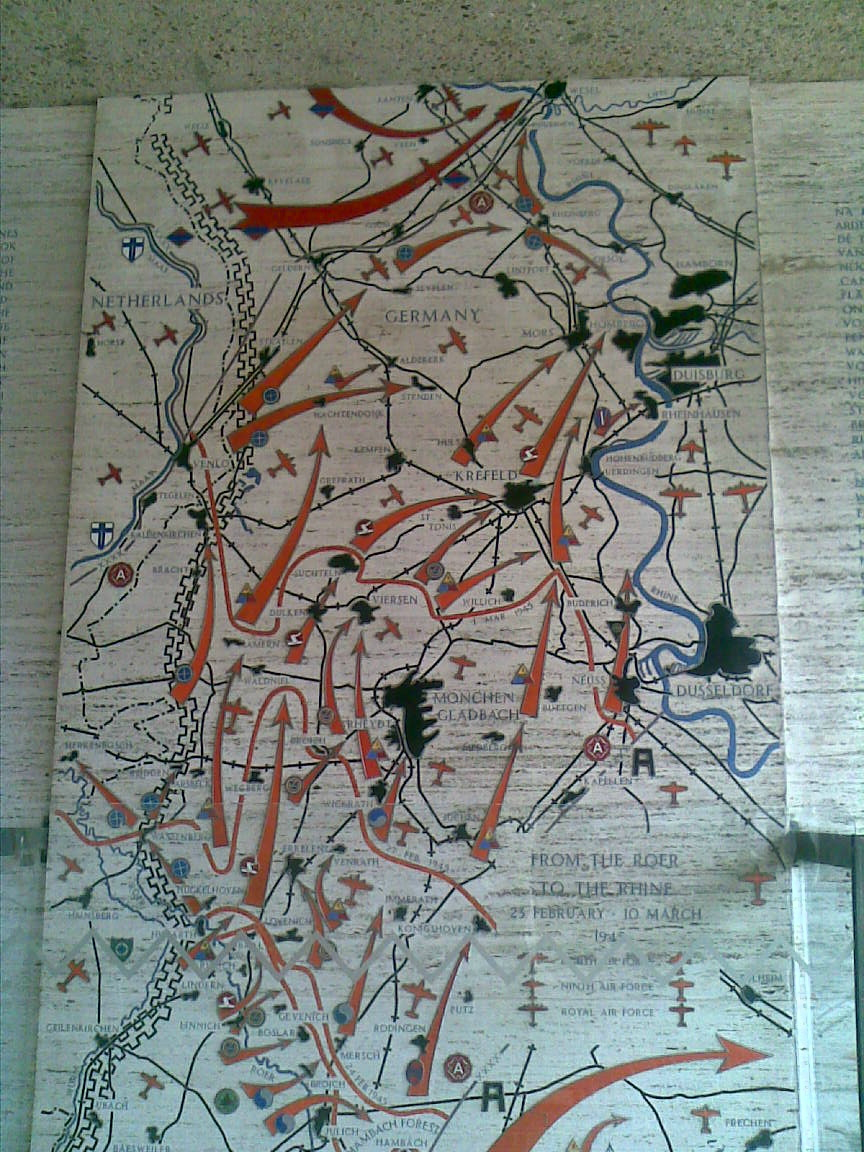
Lagekarte der militärischen Operationen

Bereits im Januar 1945 bereinigte ein britischer Vorstoß (Operation Blackcock) den nördlichen Abschnitt der Rurfront, die sogenannte Heinsberger Tasche, und warf die deutschen Verteidiger auch hier auf das östliche Rurufer zurück. Der finale Vorstoß der Amerikaner ließ nicht lange auf sich warten. Bereits am 8. Februar begannen die Briten weiter nördlich ihren Vorstoß auf Wesel (Operation Veritable). Als erster amerikanischer Großverband war das V. US-Korps unter Generalmajor Ruebner am 4. Februar zum Angriff auf die Rurstaudämme angetreten. Die schwachen Truppen der 15. deutschen Armee konnten dem Ansturm nicht standhalten, und Generalfeldmarschall Model gab Befehl, die Rurtalsperre zu sprengen. Durch die Überflutung der Uferräume der Rur sollte der amerikanische Vormarsch gestoppt werden. Als Abwehrmaßnahme gegen die vorrückenden Alliierten wurden am 10. Februar der Kermeterdruckstollen der Urfttalsperre und die Verschlüsse der Grundablassstollen der Staumauer Schwammenauel (Rursee) gesprengt. Als die 9. US-Armee unter General Simpson die Rur am 9. Februar erreichte, konnte er die nun zum reißenden Fluss gewordene Rur nicht überschreiten. Er meldete ans Hauptquartier, dass er vor Ablauf von zwei Wochen die Rur nicht überschreiten könne und jeder Angriff in der Zwischenzeit sinnlos sei.
Erst am 15. Februar ließ sich ein Rückgang des Wasserpegels messen. Als der Pegel weitere fünf Tage lang gesunken war, fiel im Hauptquartier der 9. US-Armee die Entscheidung: Am 23. Februar sollte der Übergang mit Sturmbooten und Behelfsbrücken gewagt werden. Vier amerikanische Korps traten zwischen Hilfarth und Düren zum Angriff an. Das 16. Korps südlich Hilfarth, das 11. Korps beiderseits von Linnich, das 19. Korps bei Jülich und das 7. Korps bei Düren. Die Reste der 15. deutschen Armee hatten sich in dem schweren Gelände an den Eifelstraßen im Raum Roermond bis südlich von Düren aufgestellt und erwarteten den Großangriff. Es waren allesamt schwache Verbände, weit unter Sollstärke, die trotzdem noch als Korps bezeichnet wurden. Dazu gehörte das 12. SS-Panzerkorps, das allerdings nur aus Heereseinheiten bestand, sowie das LXXXI., LXXIV. und das LXVII. Korps. Hitler hatte in einem Befehl vom 21. Januar den Befehlshabern erklären lassen, dass jede Aufgabe einer Stellung und jede Absetzbewegung rechtzeitig bei ihm gemeldet werde, und dass sein Gegenbefehl die vorderste Truppe noch rechtzeitig erreichen würde. Es wurde also entgegen den Ratschlägen der Offiziere, die eine elastische Verteidigung vorschlugen, der Befehl ausgegeben, die Stellung um jeden Preis zu halten. Außerdem wurde die Anlage rückwärtiger Verteidigungsstellungen verboten. Die Soldaten sollten wissen, dass hinter ihnen keine Sicherheit existierte. Schon am ersten Tage der Operation Grenade zeigte sich der Erfolg. General Simpson setzte auf einer Breite von 25 km sechs Divisionen ein. Die 84. und 102. Division des 11. Korps mussten bei Linnich den Hauptangriff durchführen, weiterhin griffen die 35. und 79. Division des 16. Korps und die 29. und 30. Division des 19. Korps zum Angriff an. Ein gewaltiger Artillerieangriff leitete den Angriff ein. Die Amerikaner begannen unter dem Schutz von Artillerie, Mörser- und MG-Feuer den Übergang in Sturmbooten über den Fluss, dessen Strömung immer noch reißend war. Viele Sturmboote kenterten. Die meisten Verluste erlitten die Amerikaner aber durch Minen und Sprengfallen wie die gefürchtete Schrapnellmine. So fielen von der 102. Division, die bei Linnich gekämpft hatte, am ersten Tage 74 Soldaten, 493 wurden verwundet und 31 galten als vermisst.
Die deutsche Luftwaffe griff die amerikanischen Brückenköpfe bei Düren, Jülich und Linnich an. Dabei wurden auch die neuartigen Messerschmitt 262 eingesetzt, aber trotz der mindestens 97 Angriffe der Luftwaffe gelang es den amerikanischen Pionieren, Behelfsbrücken über die Rur zu schlagen. Noch um 6.00 Uhr des ersten Tages der Operation Grenade überschritten die ersten Soldaten eine Behelfsbrücke vor Jülich. In den Ruinen des völlig zerstörten Düren kam es zu erbitterten Kämpfen, zwei Kasernen wurden hart verteidigt. Um Mitternacht des nächsten Tages waren alle Widerstandsnester am Flussufer ausgehoben und die Amerikaner hatten drei Brücken über die Rur in ihrer Hand. Die 9. Armee machte in den ersten beiden Tagen der Operation Grenade bei eigenen Verlusten von weniger als 2000 Mann 3000 deutsche Gefangene.

## Verhältnisse an der Front und im Hinterland
Während der fast siebenmonatigen Kämpfe im Rurabschnitt waren die Bedingungen auf beiden Seiten sehr hart, Schlamm und schlechtes Wetter erschwerten die Unternehmungen beider Seiten und boten den Verteidigern einige Vorteile, die Deutschen dagegen hatten besonders unter den allgegenwärtigen alliierten Jagdbombern zu leiden, die Bewegungen und Nachschub am Tage oft fast unmöglich machten. Die Amerikaner dagegen hatten einen so heftigen Widerstand noch nicht erlebt. Vor allem im unwegsamen Bergland des Hürtgenwaldes, aber auch im Stellungskrieg in der Jülicher Börde kam es zu harten Auseinandersetzungen. Insbesondere die deutsche Artillerie sowie die weitläufigen Minenfelder, sowohl aus Panzerabwehrminen wie auch aus Antipersonenminen, waren für viele der alliierten Verluste verantwortlich, darunter auch die gefürchteten S-Minen. Die Deutschen kämpften mit letzter Kraft und warfen die letzten Reserven in die Schlacht, waren zahlenmäßig und in der Ausrüstung meist deutlich im Hintertreffen, und es gab Engpässe bei der Munitions- und Nachschubversorgung. Auch mussten sie oft genug auf militärisch fast wertlose Volkssturm- und Hitlerjugendverbände zurückgreifen, die sich in der Enge der rheinischen Dörfer und im Gewirr der Schützen- und Panzergräben nichtsdestoweniger gut schlugen und den Amerikanern schweres Kopfzerbrechen bereiteten. Auf ihrer Seite gab es allerdings einen gewissen Vorteil in Sachen Kampferfahrung von Seiten der Soldaten, die den Rückzug aus Frankreich überlebt hatten oder von der bedrängten Ostfront kamen, während ganz besonders bei den Amerikanern diese oft genug noch fehlte.
Neben den starken Feldbefestigungen war auch das schlechte Wetter ein wichtiger Faktor für das langsame Vordringen der Alliierten. Durch Dauerregen und tiefhängende Wolken, ganz besonders im November, konnten sie ihre Luftüberlegenheit oft kaum zur Geltung bringen, und Fahrzeuge wie Soldaten wurden durch den tiefen Schlamm behindert, während die Verteidiger davon profitierten. Einen starken Rückhalt für die Deutschen boten auch die zwar wenigen, aber den Baumustern der Westalliierten oft deutlich überlegenen Panzer, für die allerdings selten genug Treibstoff vorhanden war und die deshalb meist defensiv im Stellungskampf oder bei kurzen Gegenstößen eingesetzt wurden. Im Zusammenwirken mit Infanterie und Artillerie riegelten sie Angriffe ab und führten Gegenstöße durch, die oft den gegnerischen Angriffserfolg wieder zunichtemachten. Jedoch kam es durch die hohe materielle Überlegenheit an feindlichen Panzern und der gegnerischen Luftwaffe zu hohen deutschen Ausfällen, die nicht mehr ersetzt werden konnten.
Auch die Zivilbevölkerung der betroffenen Gebiete litt schwer unter den äußerst heftigen Kämpfen. Nicht nur wurde sie zu Arbeitseinsätzen herangezogen und zur Einquartierung der vielen Soldaten genötigt, sie musste auch bei der Zerstörung der Heimat zusehen. Viele Menschen der Gegend hatten nach dem Erfolg der Alliierten auf ein schnelles Ende der Kämpfe und der NS-Herrschaft gehofft, und diese Hoffnung schwand nur allmählich. Etliche missachteten die Evakuierungsorder in der Hoffnung, schnell von den vorrückenden Alliierten überrollt zu werden, und sahen sich oft genug bitter enttäuscht. Die Zivilbevölkerung zahlte bei den Kämpfen und den zahllosen Luftangriffen einen nicht unerheblichen Blutzoll und hatte oft genug auch den Verlust aller Habe hinzunehmen. Auch nach Ende der Kämpfe stellten Blindgänger, liegengebliebene Munition und vor allem die Minenfelder eine ständige Bedrohung dar, deren Beseitigung lange Zeit in Anspruch nahm und noch manches Opfer kostete.

## Ergebnis und Nachwirkungen
Von der Landung in der Normandie am 6. Juni 1944 bis zum Zusammentreffen mit sowjetischen Truppen Ende April 1945 (Elbe Day) brauchten die Westalliierten fast elf Monate. Davon benötigten sie volle sechs Monate, um die Stellungen der Rurfront niederzukämpfen. Der heftige Widerstand der Deutschen in diesem Gebiet verlängerte den Krieg um mehrere Monate und ermöglichte den letzten verzweifelten Versuch des NS-Regimes, das Blatt mit der Ardennenoffensive und dem Unternehmen Nordwind noch einmal zu wenden. Insofern kann man der Rurfront eine militärgeschichtliche Bedeutung zuschreiben; ein letztes Mal gelang es hier einer organisierten Abwehrfront, das unvermeidliche Kriegsende hinauszuzögern. Im Zuge der langen und verlustreichen Kämpfe wurden fast alle Ortschaften und Städte in der Region schwer zerstört; besonders die Städte Jülich und Düren standen als Nachschubzentren und als Orte mit Rurbrücken im Brennpunkt der Kämpfe. Weitere Hinterlassenschaften sind Munitionsreste, Bombenreste und Blindgänger aus dieser Zeit, und im Hürtgenwald liegen noch heute tausende Minen.

## Beteiligte Verbände
In die Kämpfe am Rurabschnitt waren auf alliierter Seite hauptsächlich die Verbände der 9. US-Army der 12. Heeresgruppe sowie der britischen 2. Armee der 21. Heeresgruppe beteiligt, vornehmlich die 84. US-Division, 102. US-Division, 104. US-Division, 29. US-Division, 30. US-Division, sowie die 2. und 6. US-Panzerdivision.
Auf deutscher Seite betrafen die Operationen besonders die Einheiten der 15. Armee und 1. Fallschirmjäger-Armee/Armeegruppe Student, später auch der 5. und 6. Panzerarmee und der 7. Armee, die allesamt der Heeresgruppe B (OB West) unterstanden. Besonders zu nennen sind hier die 340. Volksgrenadier-Division, 363. Volksgrenadier-Division, 15. Panzergrenadier-Division, 3. Panzer-Division, 9. Panzer-Division, 10. SS-Panzer-Division Frundsberg, 116. Panzer-Division, 75. Infanterie-Division, 47. Volksgrenadier-Division, 12. Infanterie-Division, 246. Volksgrenadier-Division, 105. Panzer-Brigade sowie die schwere Panzer-Abteilung 506.